# Ad-creep
Ad Creep bezeichnet das Einschleichen von Werbung in bisher werbefreie Räume. Dies bezieht sich vor allem auf Orte, wo Werbung als unangenehm oder unangemessen empfunden wird, zum Beispiel Arztpraxen, Schulen und Krankenhäuser. Im digitalen Raum betrifft Ad Creep beispielsweise Werbeunterbrechungen und Einblendungen in bezahlten Streamingdiensten. Diese fallen Nutzern besonders unangenehm auf, wenn zuvor dafür gezahlt wurde, Inhalte werbefrei zu sehen. Teils behindert die Werbung auch die eigentliche Nutzung, zum Beispiel beim Einblenden von ablenkender Werbung in Navigationssystemen oder Überlagerung von Artikelinhalten bei Online-Zeitungen.
Neben der Neubesetzung von zuvor werbefreien Orten umfasst Ad Creep die stetige Steigerung von Zahl und Sichtbarkeit von Werbung. Dazu gehören Sportveranstaltungen, bei denen zuerst einzelne statische Banner am Spielfeldrand aufgestellt wurden, und mittlerweile animierte Bandenwerbung das komplette Spielfeld oder Stadion mit bewegten Bildern umgibt.
Ein prominentes Beispiel von Ad Creep war das Projizieren von Werbung auf die Siegessäule 2003 durch einen Uhrenhersteller. Hierbei wird öffentlicher Raum als Plattform genutzt, auch unter Inkaufnahme von Strafen für die ungenehmigte Nutzung.
Die zunehmende Durchdringung des Alltags mit Werbeinhalten ist ein Hauptthema der Werbekritik. Es wird geschätzt, dass der Durchschnittsmensch mit mehr als 10'000 Werbeinhalten pro Tag Kontakt hat. Diese konkurrieren ständig um Aufmerksamkeit, wollen Bedürfnisse und Wünsche wecken. Das kann zu Stress führen, und die Konzentration bei Tätigkeiten wie Autofahren, Arbeit und Lernen führen.
Einzelne Städte erproben werbefreie Konzepte, in denen Plakatwände leer gelassen oder abgebaut werden. Bürgerinitiativen wie Hamburg Werbefrei unterstützen diese Reduktion von Werbung. Allerdings sind die Werbeeinnahmen für viele Städte wichtig, und ein Wegfall der Gelder könnte zu fehlenden Mitteln für andere Zwecke führen.